# John A. Lynn

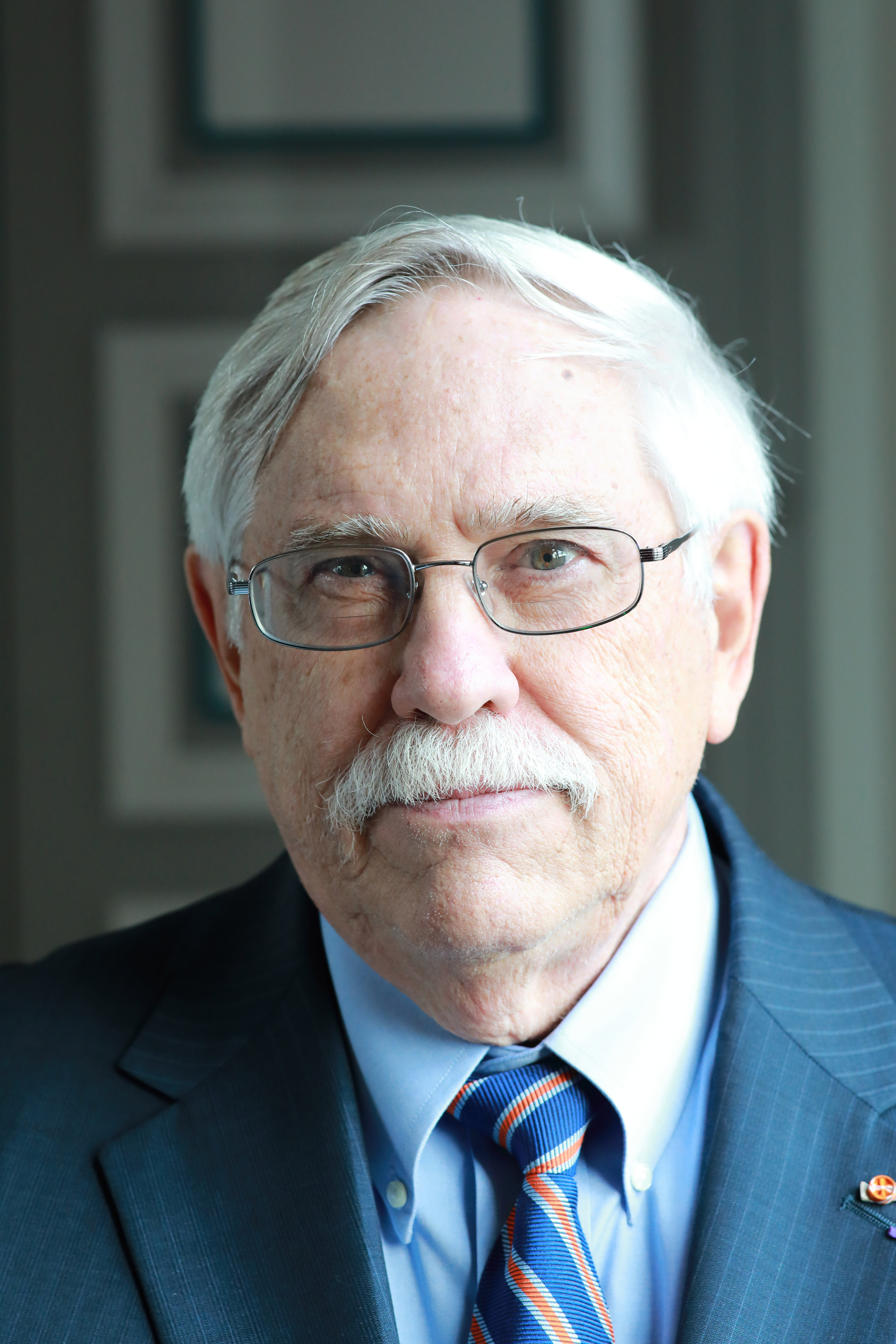
John A. Lynn, 2018

John A. Lynn II. (* 18. März 1943 in Glenview (Illinois)) ist ein US-amerikanischer Militärhistoriker.
Lynn studierte an der University of Illinois at Urbana-Champaign (UIUC) mit dem Bachelor-Abschluss 1964 und an der University of California, Davis, mit dem Master-Abschluss 1967 und wurde 1973 an der University of California, Los Angeles, promoviert. 1973 bis 1977 war er Assistant Professor für Geschichte an der University of Maine und 1978 Assistant Professor, 1983 Associate Professor und 1991 Professor an der UIUC, was er bis zur Emeritierung 2009 blieb. 2009 bis 2012 war er Distinguished Professor für Militärgeschichte an der Northwestern University und danach Gastprofessor an der UIUC.
1994/95 war er Oppenheimer Professor of Warfighting Strategy an der US Marine Corps University in Quantico, Virginia.
Er befasst sich insbesondere mit Militärgeschichte und Institutionen in Frankreich des 17. Jahrhunderts bis zur Napoleonischen Zeit, Kulturgeschichte des Krieges, Frauen im Krieg und Geschichte des Terrorismus.
2017 erhielt er den Samuel Eliot Morison Prize für Militärgeschichte. Er war 2003 bis 2007 Präsident der United States Commission on Military History und 2005 bis 2007 Vizepräsident der Society for Military History. 2004 wurde er Ritter des Ordens der Palmes Académiques und 2006 Kommandeur des marokkanischen Ordens von Ouissam Alaouite.

## Schriften (Auswahl)
- Women, Armies, and Warfare in Early Modern Europe. Cambridge University Press, 2008
- Battle: A History of Combat and Culture. Westview Press, 2004
- The Wars of Louis XIV, 1667–1714, Longman, 1999 (französische Übersetzung Perrin 2010)
- The French Wars 1667–1714: the Sun King at War, Osprey Publ. 2002
- Giant of the Grand Siècle: The French Army, 1610–1715. Cambridge University Press, 1997
- als Herausgeber: Feeding Mars: Logistics in Western Warfare from the Middle Ages to the Present. Westview Press, 1993
- The Tools of War: Ideas, Instruments, and Institutions of Warfare, 1445–1871. Ed. John A. Lynn. University of Illinois Press, 1990
- The Bayonets of the Republic: Motivation and Tactics in the Army of Revolutionary France, 1791–94. University of Illinois Press, 1984
- als Herausgeber: The Tools of War: Ideas, Instruments, and Institutions of Warfare, 1445–1871, University of Illinois Press, 1990